# ゆめいろアルエット!
『ゆめいろアルエット!』は、2013年4月26日にmanaから発売された18禁恋愛アドベンチャーゲームである。

## ストーリー
幼少時に「なんでも願いのかなうペンダント」を入手した主人公は私立瑞鳥学園に入学して物語は始まる。

## 登場人物

### 主人公
神崎 要（かんざき かなめ）
口にしたことが実現するという「なんでも願いのかなうペンダント」を保有する。

### メインヒロイン
橘 旭（たちばな あさひ）
声：桃井いちご
身長:161cm、体重:47kg、3サイズ:85/57/83、誕生日：12月21日
幼少期に引っ越してきた主人公の幼馴染。毎日起こしに来ては朝食をねだる。
陸上部に所属していたがとある事情で現在は退部している。
朝霧 深羽（あさぎり みはね）
声：涼森ちさと
身長:153cm、体重:42kg、3サイズ:81/55/82、誕生日：9月13日
主人公の後輩で水泳部期待の新人。飛ぶように泳ぐ姿から「水面のマーメイド」と呼ばれている。容姿はかわいいが口は悪い。
ことあるごとに主人公とぶつかりパンツを見られてしまう。ゲームの進め方によっては主人公の義理の妹となり同じ屋根の下で暮らすことになる。
月代 柚姫（つきしろ ゆずき）
声：有栖川みや美
身長:170cm、体重:52kg、3サイズ:86/59/84、誕生日：12月21日
瑞鳥学園第11代生徒会長。主人公の先輩であり、文武両道でクールであることから「月の君」と呼ばれている。
古風な考えを持つ一方、礼節や義理を重んじる一途に尽くすタイプである。生徒会長の特権として一度だけ発動でき、学園内においてはたとえ教師でも逆らうことのできない「絶対宣言」を持つ。
この学園に纏わる秘密を知る一人である。
鳳凰院 雀（ほうおういん すずめ）
声：榊るな
身長:144cm、体重:35kg、3サイズ:72/50/70、誕生日：4月11日
鳳財団の一人娘で気位が高く高飛車だが、主人公には別の一面も見せる。

### サブキャラクター
橘 夕（たちばな ゆう）
声：手塚りょうこ
旭の双子の妹、姉とは異なり挑発的でさっぱりした性格だが、主人公に夜這いをかけるなど、大胆な一面も併せ持つ。
香山 幸（かやま さち）
声：茶谷やすら
陸上部のマネージャー。
烏丸 雲母（からすま きらら）
声：青葉みづき
鳳財団が運営するメイド育成学校から派遣されてきて主人公の身の回りの世話をする。いわゆる「癒し系」で思い込みが激しい。
鳳凰院 雲雀（ほうおういん ひばり）
声：町田あみ
雀の妹。体がよくじゃない。
月代 幸哉（つきしろ ゆきや）
声：鳴海那由太
月代柚姫の実弟。
綾峰 司（あやみね つかさ）
声：南野七夜
主人公の中学時代からの友人。

## 主題歌
オープニングテーマ「Teller of World」
歌：KOTOKO、作詞：魁、作曲：折戸伸治、編曲：齋藤真也
朝霧深羽テーマソング「夢、駆ける翼」
歌：mei、作詞：魁、作曲・編曲：竹下智博
橘旭テーマソング「ぐっど・もーにんぐ」
歌：茶太、作詞：魁、作曲：竹下智博、編曲：emon
鳳凰院雀テーマソング「あるがままの小鳥より」
歌：nao、作詞：魁、作曲・編曲：竹下智博
月代柚姫テーマソング「月歌」
歌：AiRI、作詞：魁、作曲・編曲：竹下智博
挿入歌「Story Teller」
歌：Kicco、作詞：魁、作曲・編曲：竹下智博
エンディングテーマ「Save the Tale」
歌：Duca、作詞：魁、作曲・編曲：竹下智博

## 製作スタッフ
- 原画・キャラクターデザイン：高苗京鈴
- シナリオ：魁
- 音楽：魁・折戸伸治